# سوزی یونسی
سوزی یونسی (متولد ۲۱ فوریه ۱۹۷۸) یک فیلمساز ایرانی-آمریکایی ساکن لس آنجلس، کالیفرنیا است.

## زندگی‌نامه
سوزی یونسی در بافلو، نیویورک متولد شد و در آنجا در مدرسه نیکولز شرکت کرد. یونسی در نخستین دهه ۹۰ در جریان جنبش رایت گرررل، عضو نخستین باند تمام زنان بوفالو بود. یونسی در مؤسسه هنری سان فرانسیسکو عکاسی و فیلم را فرا گرفت.
پس از فارغ‌التحصیلی، برای بخش مجله Surface در بخش سرمقاله مشغول به کار شد و پس از دریافت جوایز بنیاد جروم برای فیلم مستند ورن ، به نیویورک نقل مکان کرد تا فیلمبرداری را دنبال کند.
یونسی مدرک کارشناسی هنرهای زیبای خود را از دانشکده هنر دانشگاه کلمبیا دریافت کرد و در آنجا دریافت کننده بورسیه FMI کارگردانی بود.
وی در حال حاضر در لس آنجلس اقامت دارد.

## جوایز
- ۲۰۱۸ نامزد جایزه امیکارگردانی برجسته[۱]
- ۲۰۱۸ اعتبار ویژه هیئت داوران جشنواره فیلم جنوب از جنوب غربی[۲]
- ۲۰۱۷ برنده جایزه سان والی فیلم لب[۳]
- ۲۰۱۴ جایزه خنده دار یا مرگ در اولین سال جشنواره فیلم لس آنجلس[۴]
- ۲۰۱۰ جایزه میلوس ماکورک - جشنواره فیلم زلین[۵]
- ۲۰۰۹ جایزه مخاطبان سال - جشنواره فیلم ووداستاک[۶]
- ۲۰۰۹ جایزه مخاطبان سال - جشنواره بین‌المللی فیلم انچورینگ[۷]
- ۲۰۰۹ جایزه ستاره در حال ظهور سال (ساوانا ویلتفونگ) - جشنواره بین‌المللی فیلم انچورینگ[۷]
- ۲۰۰۹ روح استقلال - جشنواره بین‌المللی فیلم فورت لادردیل
- ۲۰۰۹ جشنواره بین‌المللی فیلم سائو پائولو
- ۲۰۰۹ جایزه بزرگ هیئت داوران - سان فرانسیسکو جشنواره بین‌المللی آسیایی آمریکایی فیلم[۸]
- ۲۰۰۹ عملکرد برجسته سال (شان توپ) - جشنواره فیلم لس آنجلس[۹]
- ۲۰۰۸ فیلم مستقل گرانت کداک
- ۲۰۰۷ کمک هزینه فیلم انجمن نشنال جئوگرافیک[۱۰]
- ۲۰۰۶ کمک هزینه بنیاد جروم NYC رسانه‌های هنری[۱۱]
- ۲۰۰۲ کمک هزینه بنیاد جروم NYC رسانه‌های هنری

## فیلم‌شناسی
کارگردان
- ۲۰۱۸ آژانس کارآگاهان دختران مرده
- ۲۰۱۸ غیرقابل تحمل
- ۲۰۱۸ دافنه و ولما
- ۲۰۱۷ وضعیت روابط
- ۲۰۱۵ الیو و موشا: اولین بوسه
- ۲۰۱۵ سرباز هود
- ۲۰۱۵ زندگی گورتیمر گیبون در خیابان عادی
- ۲۰۱۱ اولیو و موشا: روزهای زودگذر دبیرستان
- ۲۰۱۰ بهار غم و اندوه
- ۲۰۰۹ لیمو لیمای عزیز
- ۲۰۰۶ لیمو لیمای عزیز (کوتاه)
- ۲۰۰۵ بدون شانه
- ۲۰۰۴ ورن

تهیه‌کننده
- ۲۰۰۵ من و شما و هر کس که می‌شناسیم (تهیه‌کننده همکار)
- ۲۰۰۴ ورن
- ۲۰۰۱ ۳ هفته پس از بهشت